# Jon Huntsman
Jon Meade Huntsman, Junior (ur. 26 marca 1960 w Redwood City, Kalifornia) – amerykański polityk, członek Partii Republikańskiej, ambasador Stanów Zjednoczonych w Rosji (od 2017), w latach 2005–2009 gubernator stanu Utah, następnie ambasador w Singapurze (1992–1993) oraz w Chinach (2009–2011).

## Życiorys
Jest synem przedsiębiorcy i filantropa Jona Huntsmana (Huntsman Corporation), ze strony matki wnukiem Davida Haighta, apostoła Kościoła Jezusa Chrystusa Świętych w Dniach Ostatnich (mormonów). Studiował na uniwersytecie stanowym stanu Utah i na Uniwersytecie Pensylwanii.
Pracował m.in. jako asystent szefa personelu Białego Domu w okresie prezydentury Reagana oraz ambasador w Singapurze (1992–1993), wchodził w skład kierownictwa przedsiębiorstw rodzinnych. Jesienią 2004 roku wygrał wybory na gubernatora stanu Utah, zdobywając ok. 57% poparcia. Zastąpił na stanowisku gubernatora Olene Walker.
W sierpniu 2009 roku przyjął od demokratycznego prezydenta Baracka Obamy stanowisko ambasadora w Chinach, z którego zrezygnował podając się do dymisji 1 lutego 2011 roku. Przyczyną była chęć wzięcia udziału w prawyborach Partii Republikańskiej na prezydenta.